# Antedon
Genre
Antedon est un genre de comatules de la famille des Antedonidae.
Les études génétiques suggèrent que ce genre serait largement paraphylétique (avec au moins un groupe cohérent atlanto-méditerranéen et plusieurs autres), mais aucune révision d'ampleur n'a encore été entreprise. 

## Liste d'espèces
Selon World Register of Marine Species (30 janvier 2024) :
- Antedon arabica (AH Clark, 1937) -- Océan indien occidental (d'Oman à Madagascar, faible profondeur)
- Antedon bifida (Pennant, 1777) -- Atlantique nord tempéré, notamment européen (10-100 m)
- Antedon detonna McKnight, 1977 -- Île Norfolk
- Antedon duebenii Böhlsche, 1866 -- Atlantique ouest, de Rio aux îles Vierges (10-165 m)
- Antedon hupferi Hartlaub, 1890 -- Afrique de l'ouest, de la Sierra Leone au Gabon (10-120 m)
- Antedon incommoda Bell, 1888 -- Australie australe
- Antedon iris (AH Clark, 1912) -- De Singapour à l'Australie (10-55 m)
- Antedon longicirra (AH Clark, 1912) non Carpenter, 1888 -- Région indonésienne (10-95 m)
- Antedon loveni Bell, 1882 (not Bell, 1884) -- Australie australe (0-18 m)
- Antedon mediterranea (Lamarck, 1816) -- Méditerranée (0-100 m)
- Antedon nuttingi (AH Clark, 1936) -- Caraïbes (364-429 m)
- Antedon parviflora (AH Clark, 1912) -- Région indonésienne, jusqu'au Japon et peut-être Maldives (10-275 m)
- Antedon petasus (Düben & Koren, 1846) -- Atlantique nord-est et peut-être Méditerranée profonde (10-450 m)
- Antedon serrata AH Clark, 1908 -- Mer Jaune et Mer de Chine (0-180 m)

### Espèces synonymes, obsolètes ou déplacées
Espèces synonymes, obsolètes ou déplacées :
- Antedon adriatica A.H. Clark, 1911 — Antedon mediterranea
- Antedon columnaris Carpenter, 1881 — Zenometra columnaris (Carpenter, 1881)
- Antedon cubensis Pourtalès, 1869 — Trichometra cubensis (Pourtalès, 1869)
- Antedon duebeni Böhlsche, 1866 — Antedon bifida
- Antedon flava Koehler — Koehlermetra flava (Koehler)
- Antedon gorgonia de Freminville, 1811 — Antedon bifida (Pennant, 1777)
- Antedon lusitanica P.H. Carpenter, 1884 — Thalassometra lusitanica A.H. Clark, 1907
- Antedon maroccana A.H. Clark, 1910 — Antedon bifida
- Antedon omissa Koehler — Thalassometra omissa (Koehler)
- Antedon porrecta P.H. Carpenter, 1888 — Koehlermetra porrecta (P.H. Carpenter, 1888)
- Antedon prolixa Sladen, 1881 — Poliometra prolixa (Sladen, 1881)
- Antedon quadrata P.H. Carpenter, 1884 — Heliometra glacialis (Owen, 1833 ex Leach MS)
- Antedon tenella Carpenter non (Retzius) — Hathrometra sarsii (Düben & Koren, 1846)

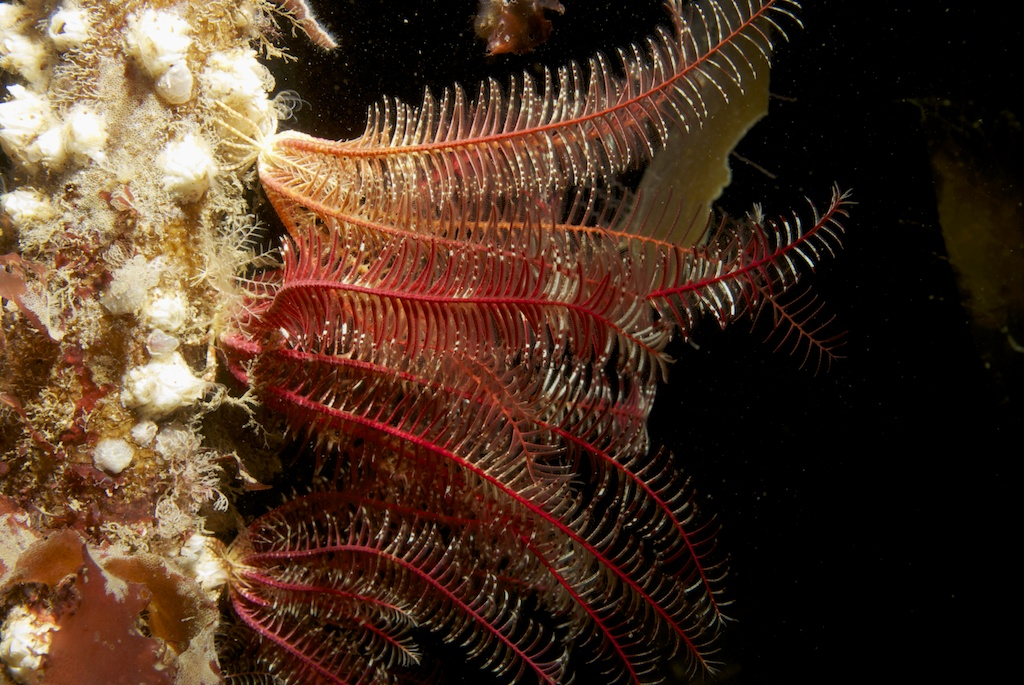
Antedon bifida
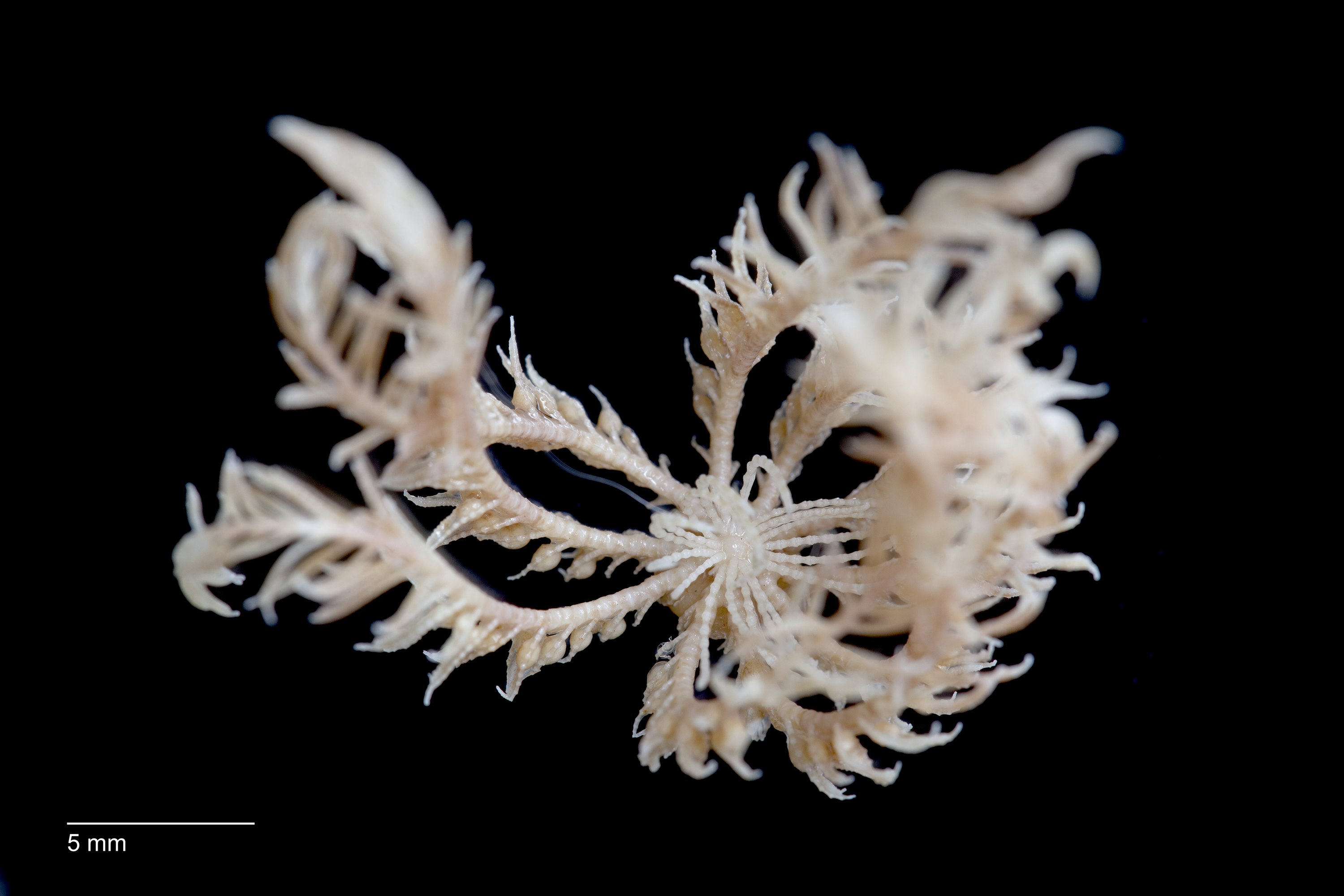
Antedon loveni
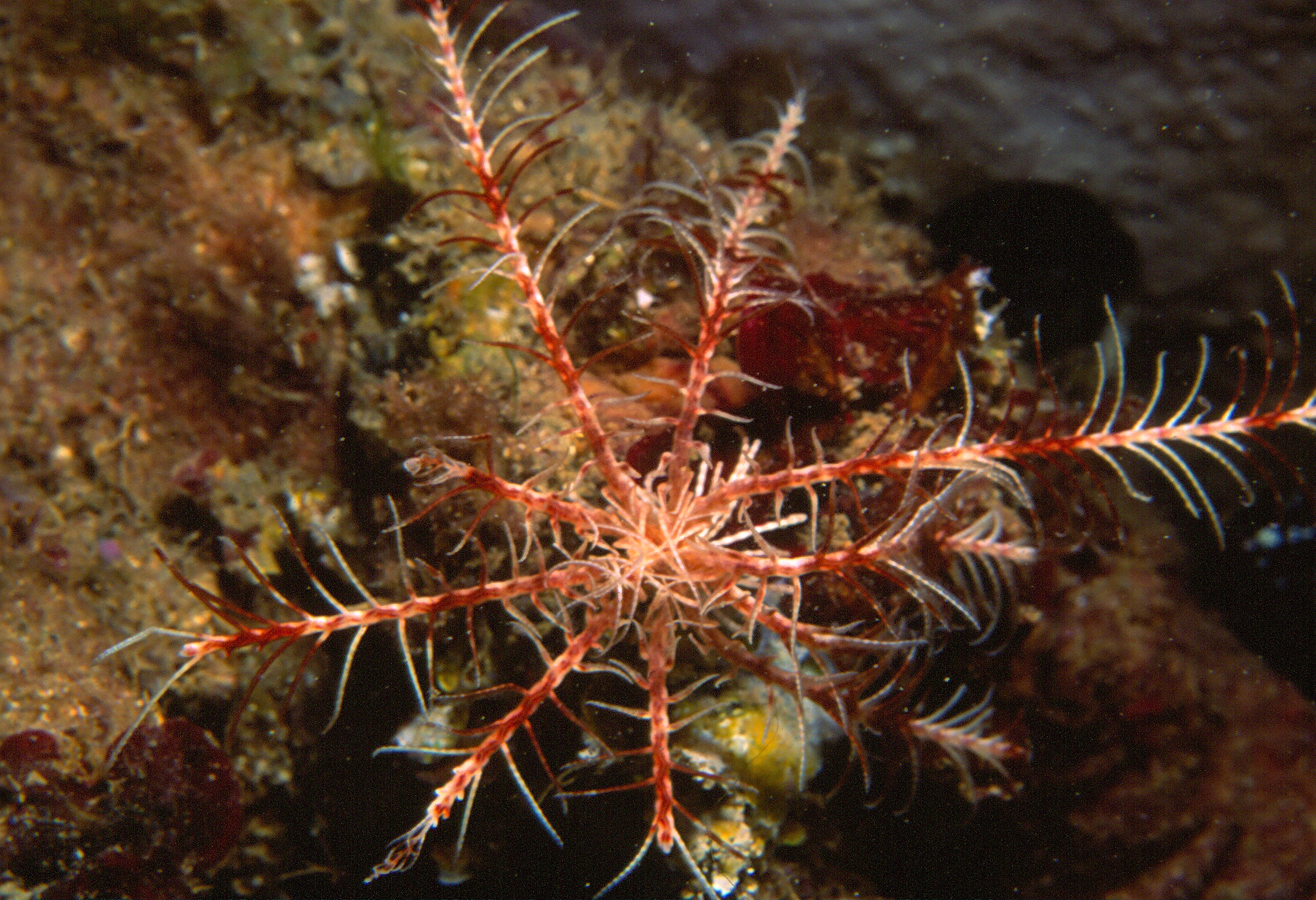
Antedon mediterranea
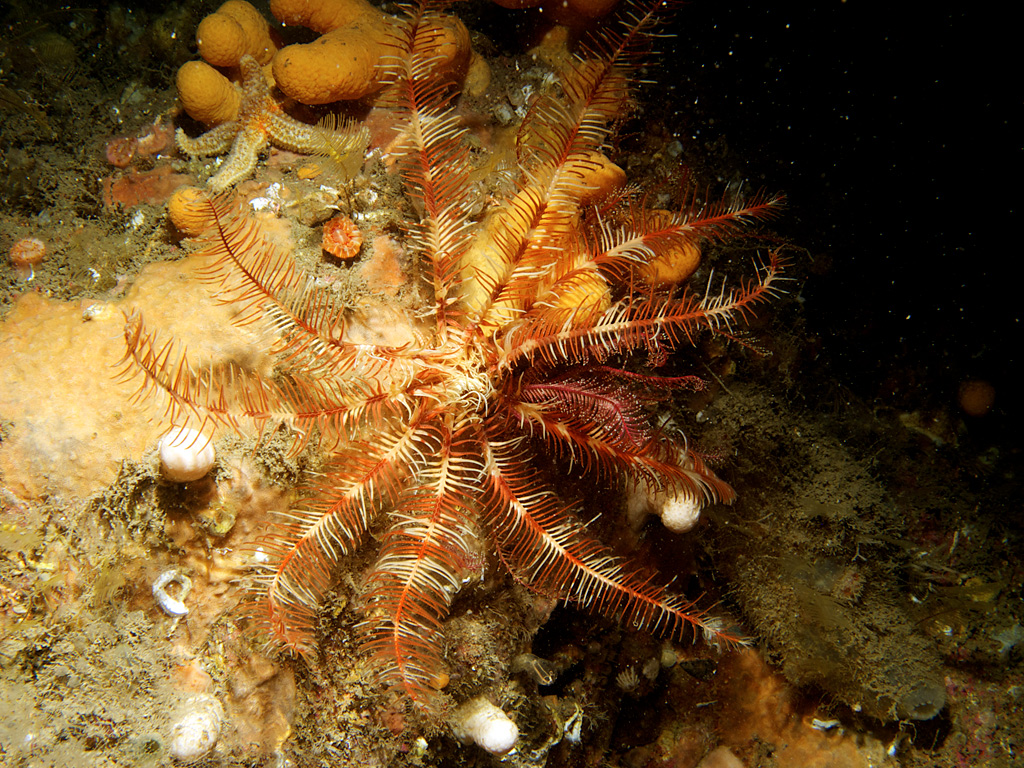
Antedon petasus
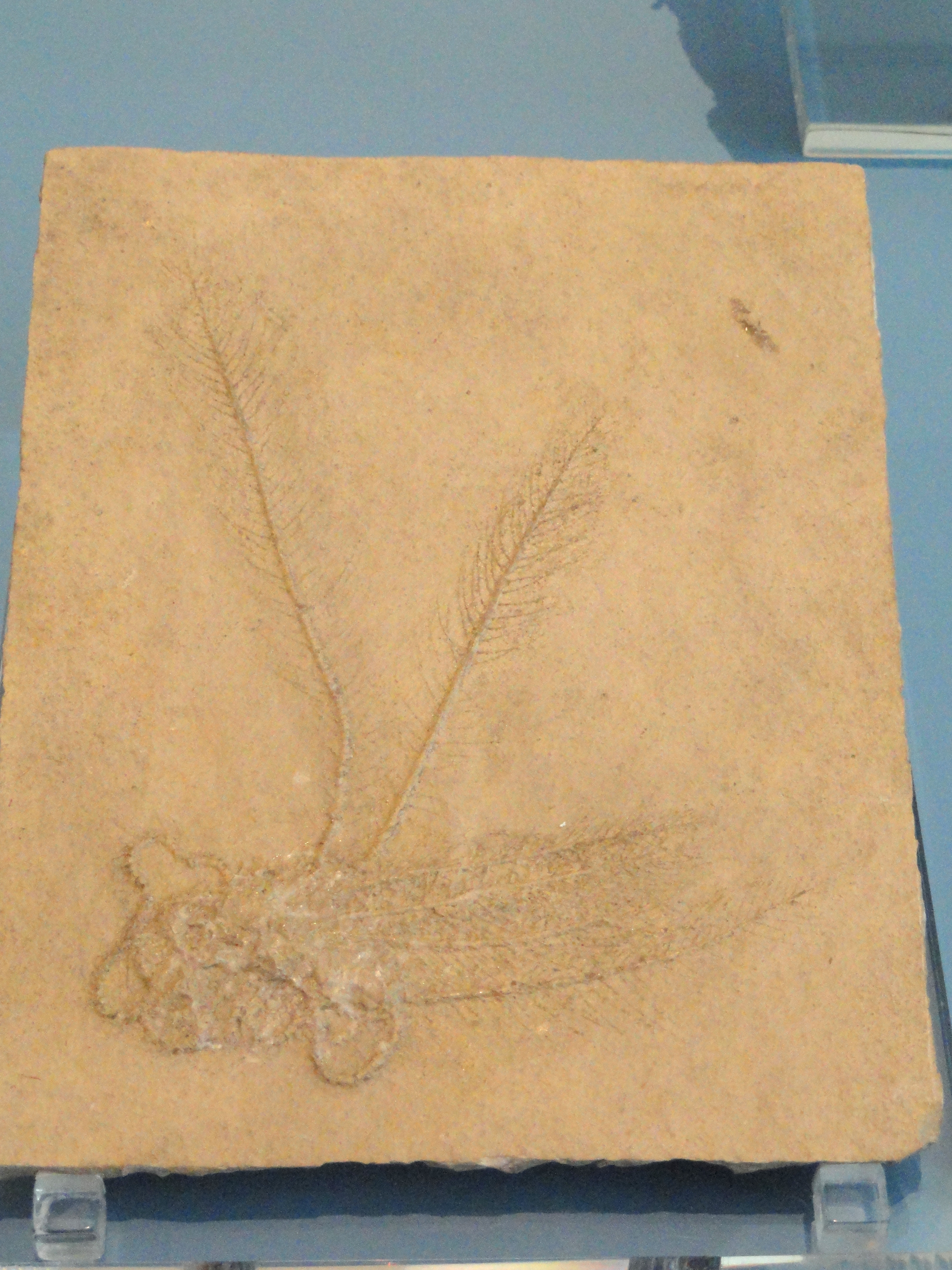
Fossile de Antedon pinnata.

## Classification
Le nom valide complet (avec auteur) de ce taxon est Antedon de Fréminville, 1811,. Son espèce type est Antedon gorgonia de Fréminville, 1811 acceptée comme Antedon bifida (Pennant, 1777), en raison de l'antériorité.
Antedon a pour synonymes :
- Compsometra AH Clark, 1908
- Repometra AH Clark, 1937

## Publication originale
- de Fréminville, « Mémoire sur un nouveau genre de Zoophytes de l'ordre des Radiaires », Nouveau Bulletin des sciences, vol. 2, no 49,‎ 1811, p. 349–350 (ISSN 1164-6500 et 2513-7794, BNF 32825559, lire en ligne).